# Papilio memnon
Papilio memnon is een vlinder uit de familie van de pages (Papilionidae). 

## Kenmerken
De spanwijdte kan tot 150 millimeter bedragen. De vrouwtjes hebben opvallende staarten aan hun achtervleugels.

## Verspreiding en leefgebied
Deze vlindersoort komt voor van India, Myanmar, China, Maleisië en Indonesië tot Japan.

## Waardplanten
De waardplanten van de rupsen zijn soorten uit het geslacht Citrus.